# Motel

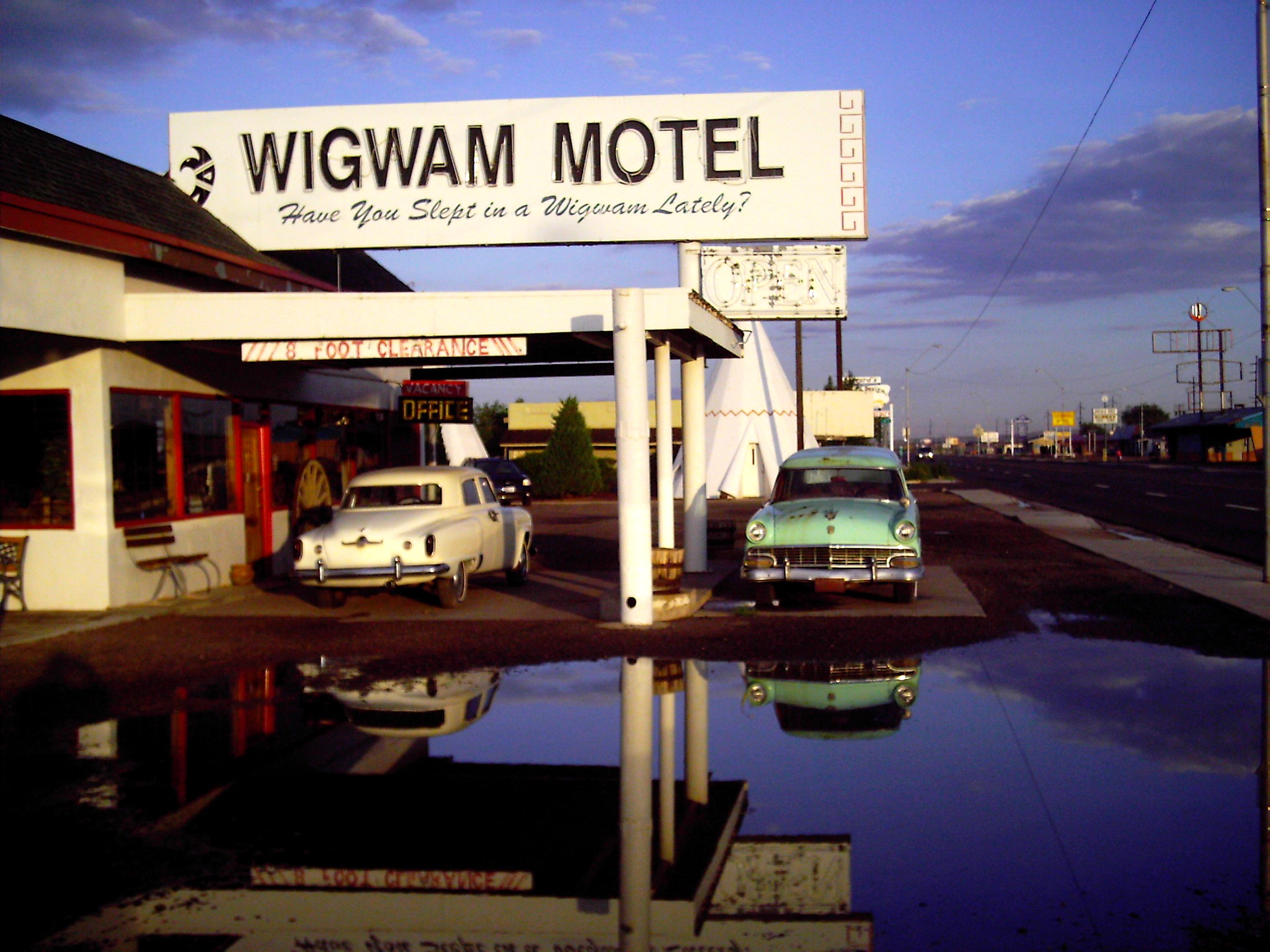
Een motel in de Verenigde Staten.

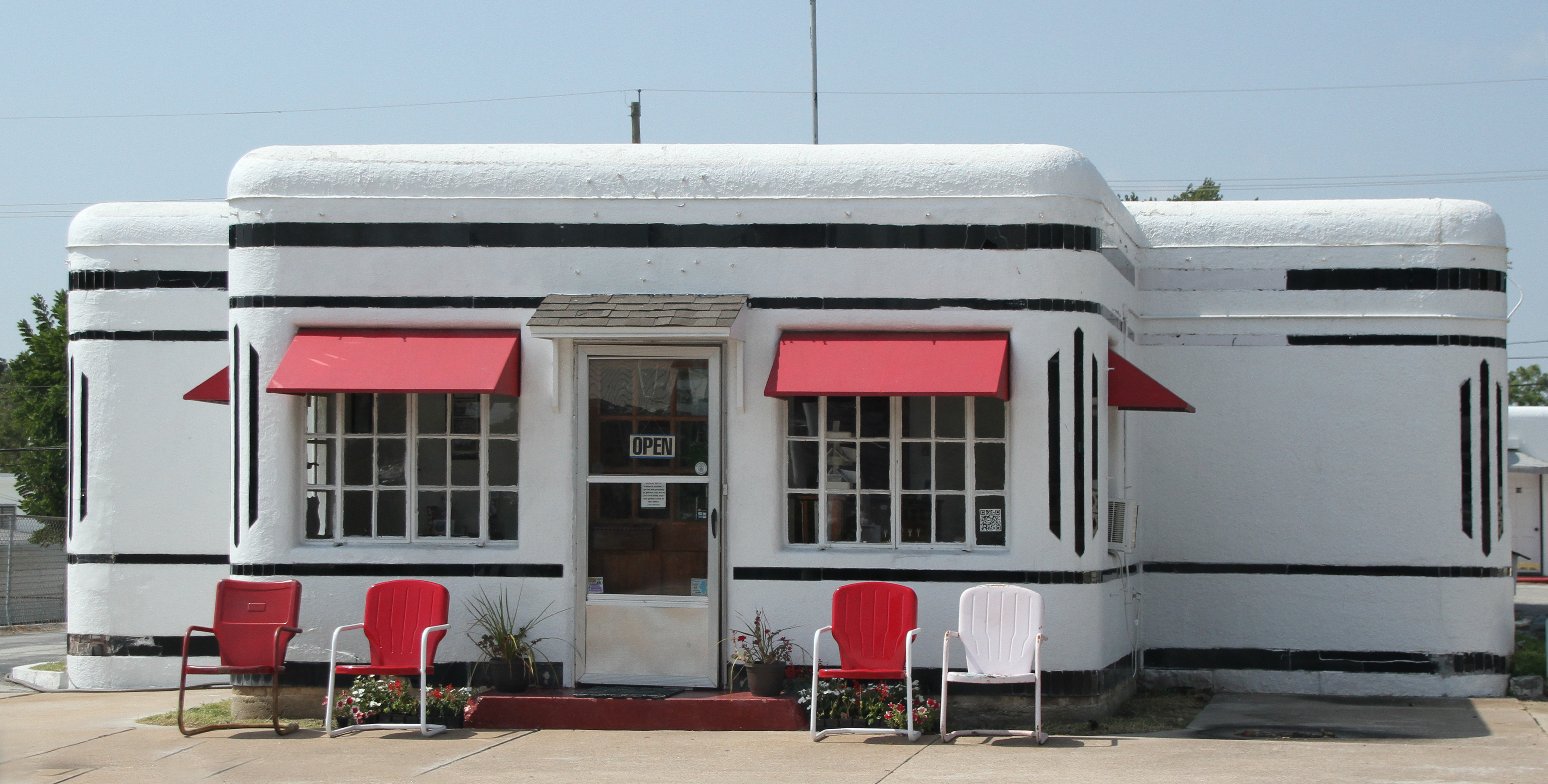
Boots Court Motel langs Route 66.

Hotelketen Holiday Inn, begon als keten van motels.

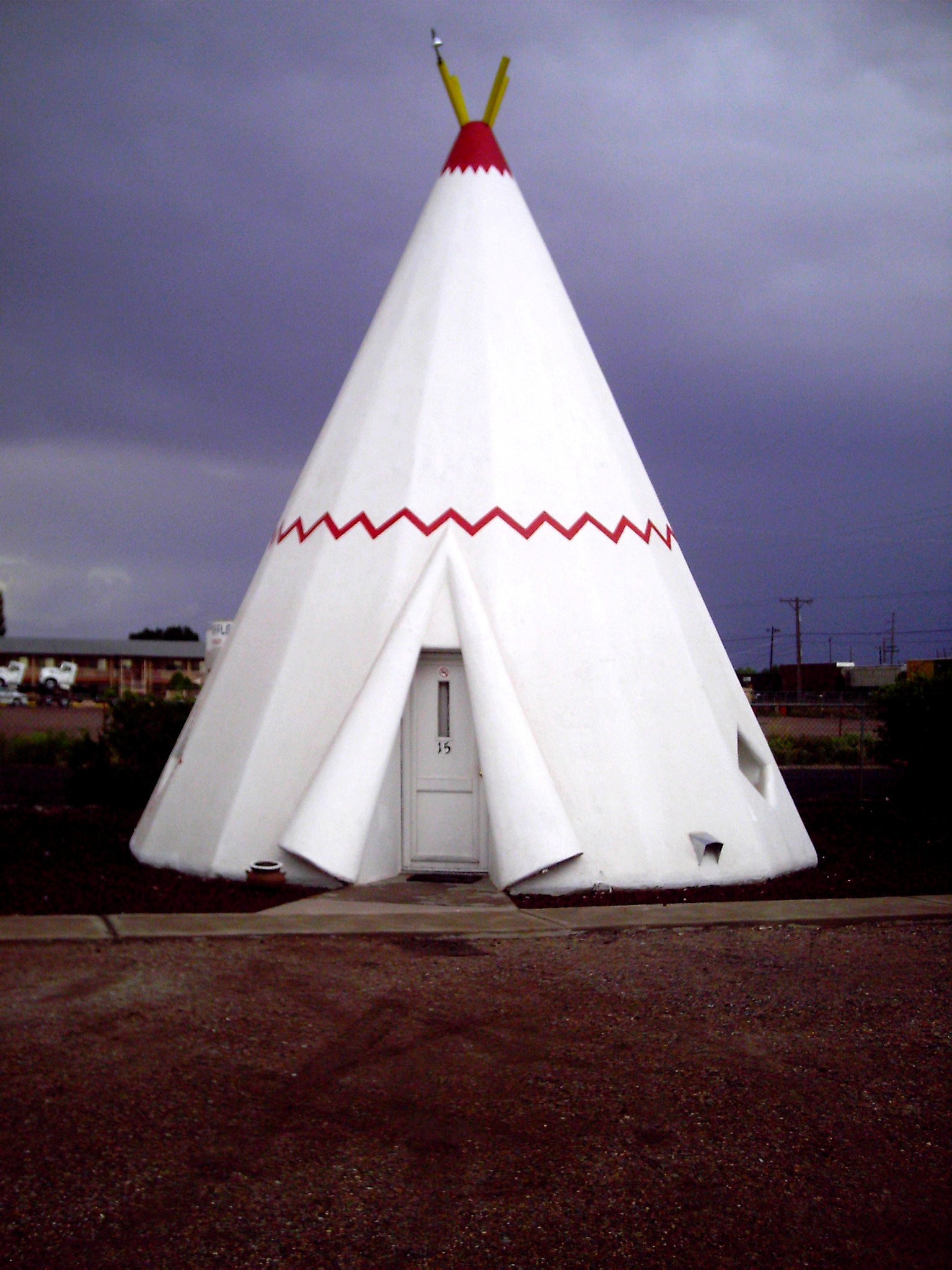
Wigwam Motel

Motel is een vooral verouderde term die in veel landen overal ter wereld werd gebruikt voor goedkope hotels voor automobilisten of andere reizigers langs doorgaande wegen. Het woord is een samentrekking van het Engelse motor en hotel.  In enkele landen wordt nog van motels gesproken, vaak uit nostalgische overwegingen. Zo zijn er motels te vinden langs de voormalige U.S. Route 66 in de Verenigde Staten waar motels vaak voorkomen.

## Gebouw
De gebouwen worden gekenmerkt door aan elkaar geschakelde kamers waarvan de deuren uitkomen op een parkeerplaats of een andere gemeenschappelijke buitenruimte. Hiermee verschilden motels duidelijk van meer traditionele hotels, maar anno 2019 zijn er ook wel bedrijven die nu als (keten)hotel in dergelijke gebouwen opereren. Een motel heeft vaak maar een of twee verdiepingen. Meestal is sprake van een 'I'-, 'L'- of 'U'-structuur met kamers, kantoor van de manager en soms nog een klein restaurant. De faciliteiten zijn veel beperkter dan in een hotel, al kan een zwembad wel aanwezig zijn. Maaltijden worden zelden voorzien. Het is vooral bedoeld om te overnachten en weer door te reizen. Naoorlogse motels hadden meestal neon-borden.

## Geschiedenis
Het begrip Motel werd voor het eerst gebruikt in San Luis Obispo in Californië. Op 12 december 1925 opende daar het Milestone Mo-Tel (later Motel Inn geheten). Mo-Tel was een afkorting van Motor hoTel. In de jaren daarna werd het een begrip op zich voor een snel groeiende soort accommodatie. Behalve in de VS, verspreidde de benaming zich ook over vele andere landen.
In Europa bezaten vooral de grotere verzorgingsplaatsen motels. Het eerste motel in Nederland werd in 1956 geopend in Rijswijk: Motel Hoornwijck, vlak daarna gevolgd door Hotel Maarsbergen, eigendom van Carel Godin de Beaufort.

## Populaire cultuur
Motels (en/of motel-achtige hotels) spelen een belangrijke rol binnen de populaire cultuur. Vooral in veel speelfilms komen budget-accommodaties langs doorgaande wegen voor. Ook komt het begrip op diverse manieren terug in de muziek: zo is er een album genaamd 200 Motels van Frank Zappa, en diverse bands gebruiken de term in/als de eigen naam.
Vaak gaat het niet om een positief verband, maar wordt juist verwezen naar de anonimiteit en hiermee samenhangende effecten, zoals in het ergste geval: criminaliteit. Zo speelt het door Alfred Hitchcock verfilmde horrorverhaal Psycho zich in een motel af.